# KTEL

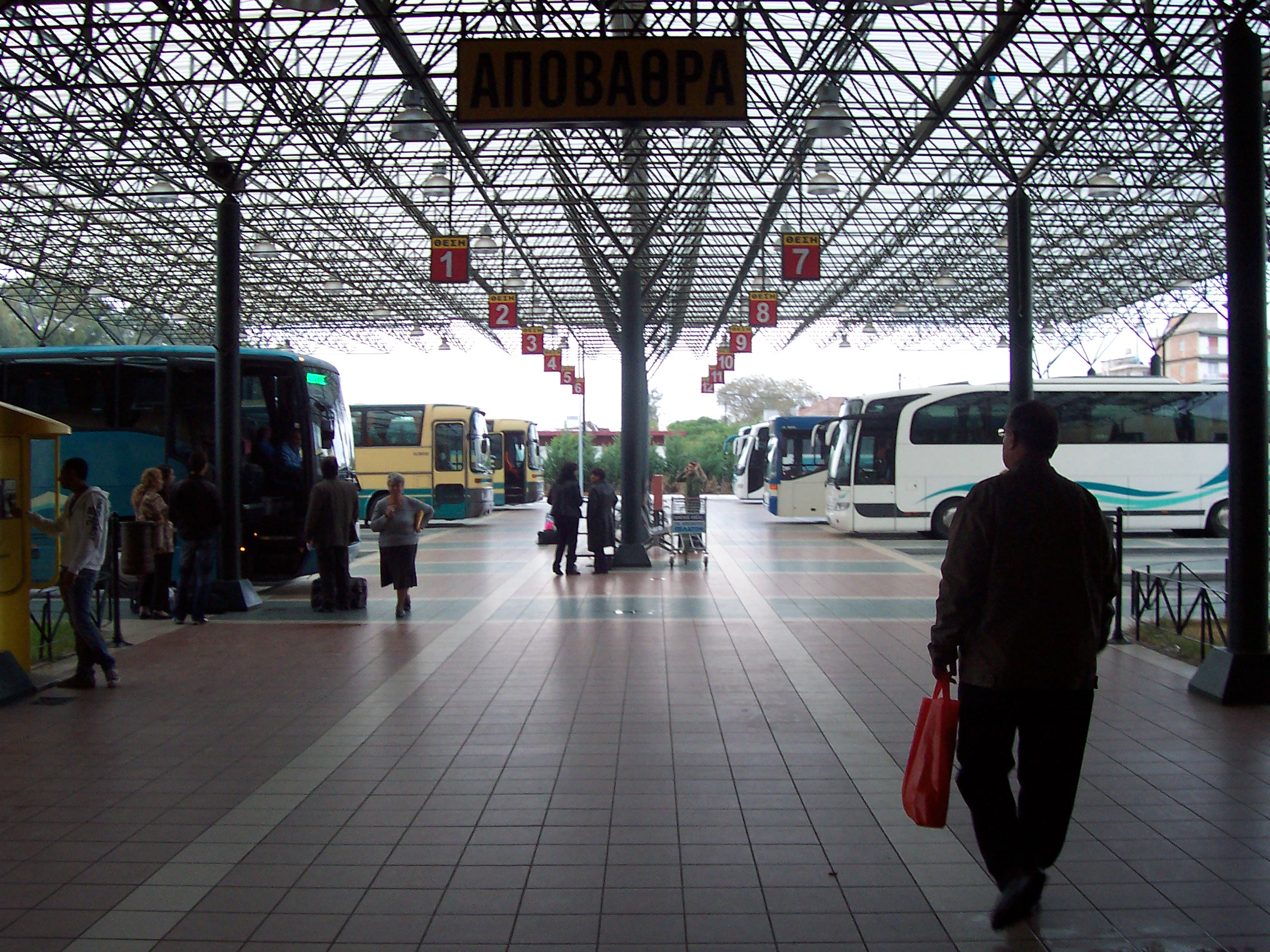
Der Busbahnhof der KTEL in Pyrgos (2007)

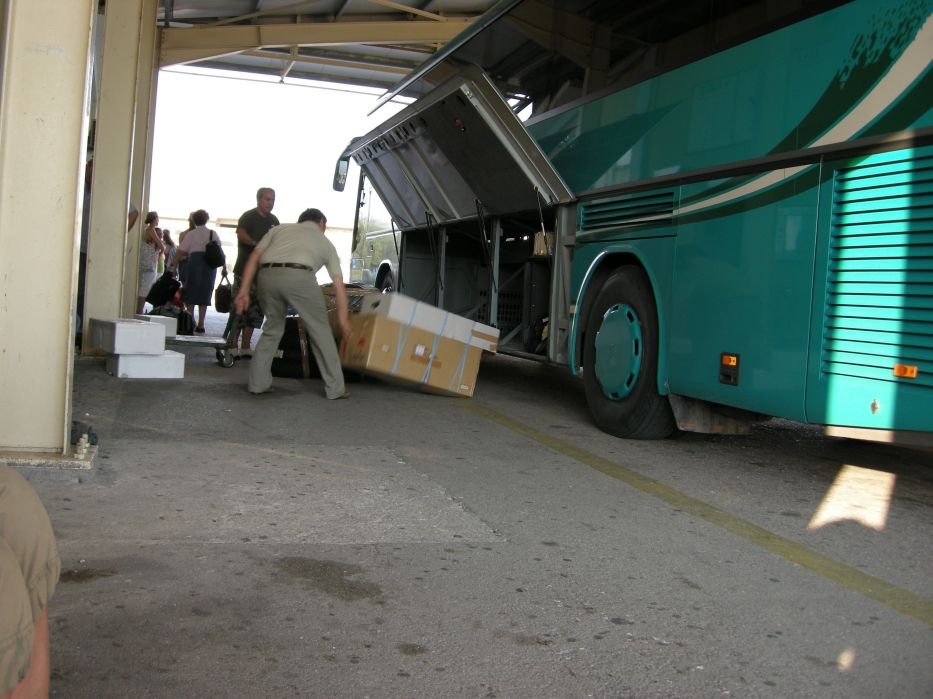
Paketverladung in einen Bus der KTEL

KTEL (KTEL S. A. griechisch ΚΤΕΛ Α.Ε.) ist ein Verbund von regionalen Genossenschaften, die in Griechenland das Netz der Fernbuslinien betreiben. Es bestehen gegenwärtig 53 Gesellschaften mit etwa 4000 Bussen. Sie decken 80 % des Passagierverkehrs ab.
KTEL ist die Abkürzung für Kiná Tamía Ispráxeon Leoforíon (Κοινά Ταμεία Εισπράξεων Λεωφορείων, gemeinsamer Ertragsfond der Linienbusse).
Ähnlich der israelischen Egged hat diese nahezu eine monopolistische Stellung. Gegenwärtig wird eine Aufhebung des Status der KTEL diskutiert, um mehr Wettbewerb zu ermöglichen.
Die Busse transportieren in geringem Maß auch Pakete und Post, besonders in abgelegene Regionen, dabei werden auch Fähren genutzt. In kleinen Städten und auf dem Land übernimmt die KTEL auch den lokalen Linienverkehr. In touristischen Regionen bieten einzelne KTEL-Gesellschaften auch Tagestouren an.
Ursprünglich verfügte die KTEL über eine Einheitsflotte von Mercedes-Bussen, die bei Biamax gefertigt wurden. Als im Zuge des EG-Beitritts Griechenlands die regionale Fertigung eingestellt wurde, setzen die verschiedenen Genossenschaften auch andere Typen ein. Die KTEL-Busse sind in der Regel türkis-cremefarben lackiert; Ausnahme sind die Busse der KTEL Thessaloniki, die eine orange-cremefarbige Lackierung nutzt.
In Athen gibt es zwei Busbahnhöfe der KTEL, an der Kifissou Avenue und an der Liossion Avenue. Ein neuer Busbahnhof, der beide ersetzen soll, befindet sich im Bau.

## Geschichte
Im Jahr 1896 wurden in Griechenland die ersten Überlandbusse in Betrieb genommen. Mit 14 Sitzplätzen ersetzten sie ältere Fahrzeuge, die nur über sieben Sitzplätze verfügten. Jeder Bus war als eigenes Unternehmen gemeldet. Die sich organisierende KTEL gewann 1912 eine Ausschreibung, den landesweiten Busverkehr betreiben zu dürfen, dies wurde 1925 bestätigt. 1939 betrug die Zahl der Busse 1635. Im Zweiten Weltkrieg wurden alle Busse konfisziert und zum Truppentransport an die Front in Albanien genutzt, nur wenige davon kamen zurück.
1952 erfolgte praktisch eine Neugründung mit 104 lokalen KTEL-Genossenschaften die über 3311 zumeist neue Busse verfügte. 1984 wurde das Monopol der KTEL in den Ballungsgebieten aufgehoben. 2003 wurden die KTEL rechtlich in private Gesellschaften mit Teilhabern umgewandelt. Nach Fusionen existieren heute noch 53 Gesellschaften.